# Thomas Jane
Thomas Jane, nome artístico de Thomas Elliot III (Baltimore, 22 de fevereiro de 1969), é um ator, produtor e escritor de histórias em quadrinhos americano. Ele é mais conhecido por interpretar Frank Castle na adaptação The Punisher (2004), David Drayton na adaptação The Mist (2007), e Ray Drecker na série de humor negro Hung (2009–2011).
Seus outros trabalhos de destaque incluem: Thursday (1998), Deep Blue Sea (1999), Sob Suspeita (2000), 61* (2001), Dreamcatcher (2003), Stander (2003), Mutant Chronicles (2008), Killshot (2008) e One Ranger (2023).

## Carreira

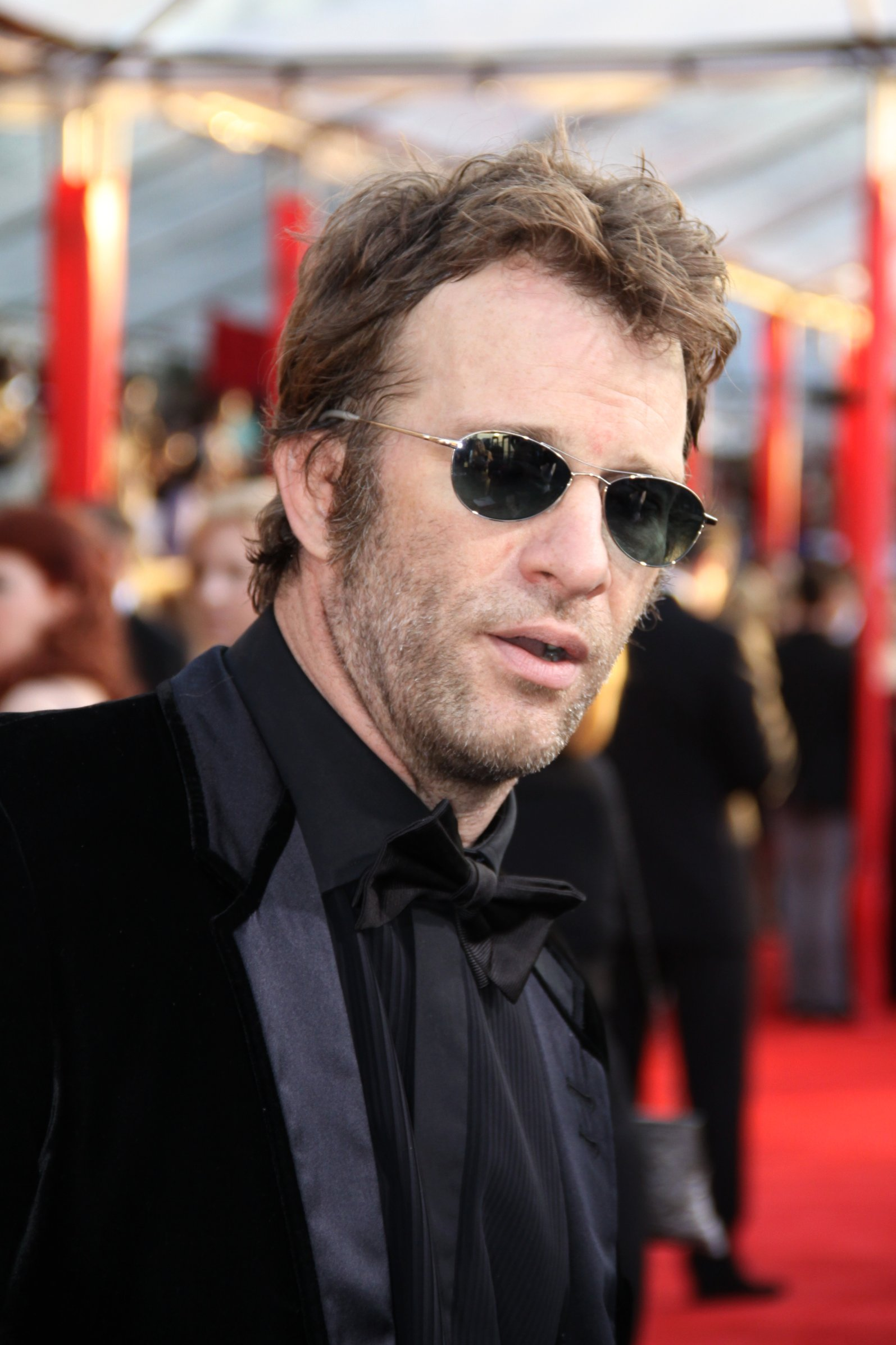
Thomas Jane no Prêmio Screen Actors Guild, 2010

Thomas abandonou a escola aos 15 anos, e aos 16 estava trabalhando em uma loja de ferragens e tendo aulas de atuação acima de uma loja de bebidas em Bethesda, Maryland. Seu professor de atuação Ralph Tabakin, lhe informou que produtores indianos estavam procurando um garoto branco, loiro e de olhos azuis para um filme telugu de Bollywood, e o convenceu a tentar a vaga. Thomas foi ao teste e conseguiu o papel principal masculino do musical Padamati Sandhya Ragam, que foi filmado nos Estados Unidos em 1986 e trata-se de uma história de amor entre um americano branco e uma garota indiana. Depois de finalizar o filme, foi para a Índia e trabalhou lá por cerca de seis meses. Como não tinham dinheiro para pagá-lo, eles lhe deram o RV que foi usado para fazer o filme e conduzir a equipe. Thomas vendeu, comprou um Camaro 1969 e voltou para os Estados Unidos. Aos 18 anos, mudou-se para Hollywood para perseguir uma carreira ativa. Sem dinheiro, ele foi praticamente um sem-teto que morava em seu carro, muitas vezes tocando violão e cantando músicas na rua para ganhar dinheiro (ele tinha duas músicas no seu repertório que cantava o tempo todo: Hey Joe e Knockin' on Heaven's Door). Mesmo assim, Thomas continuou estudando e fez bastante teatro. Alguns anos depois, em 1992, teve um pequeno papel no filme de temática gay I'll Love you Forever... Tonight, do diretor Edgar Michael Bravo. Desde então trabalhou em vários outros filmes.

### Raw Studios
É uma empresa de mídia fundada por Thomas Jane em parceria com o desenhista Tim Bradstreet, que tem foco em fornecer histórias em quadrinhos e filmes. Ela conta com uma equipe apta de criadores talentosos que desenvolvem e/ou criam scripts de diversos projetos.

## Vida pessoal
Nascido em Baltimore, Maryland, é filho de Michael (um engenheiro de genética) e Cynthia (uma negociante de antiguidades).
Entre 1989 e 1995, Thomas foi casado com a atriz Ayesha Hauer, de quem se divorciou. Em 2000, ficou noivo de Olivia d'Abo mas a relação não foi adiante. Em 2002, Thomas ficou noivo de Patricia Arquette, com quem tem uma filha, Harlow Olivia Calliope Jane, nascida em 2003. Os dois se casaram em 2006, mas se divorciaram no início de 2011.

## Filmografia
| Ano       | Título                                       | Papel                           | Nota                                        |
| --------- | -------------------------------------------- | ------------------------------- | ------------------------------------------- |
| 2018      | A.X.L.                                       | Chuck                           |                                             |
| 2018      | The Predator                                 |                                 |                                             |
| 2017      | 1922                                         | Wilfred James                   |                                             |
| 2017      | Hot Summer Nights                            |                                 |                                             |
| 2016      | The World's Biggest Asshole                  | Coleman Sweeney - Short film    |                                             |
| 2016      | Homens de Coragem                            | Lt. Adrian Marks                |                                             |
| 2016      | O Sono da Morte                              | Mark Hobson                     |                                             |
| 2016      | The Veil                                     | Jim Jacobs                      |                                             |
| 2016      | Marcando Território                          | Carter                          |                                             |
| 2015      | Texas Rising                                 | James Wykoff                    | Recorrente, Minissérie                      |
| 2015      | Broken Horses                                | Gabriel Heckum                  |                                             |
| 2015      | Into the Grizzly Maze                        | Beckett                         |                                             |
| 2015      | Vice                                         | Roy                             |                                             |
| 2015      | The Expanse                                  | Detetive Miller                 | Protagonista, 10 episódios                  |
| 2014      | Reach Me                                     | Wolfie                          |                                             |
| 2014      | Heavenly Sword                               | Loki (voz)                      | Animação baseada em Heavenly Sword          |
| 2014      | Drive Hard                                   | Peter Roberts                   |                                             |
| 2014      | Buttwhistle                                  | Grumisch                        |                                             |
| 2014      | White Bird in a Blizzard                     | Detetive Scieziesciez           |                                             |
| 2013      | Pawn Shop Chronicles                         | The Man                         |                                             |
| 2012      | O Justiceiro: Roupa Suja                     | Frank Castle                    | Curta-metragem                              |
| 2012      | LOL                                          | Allen                           |                                             |
| 2011      | I Melt with You                              | Richard                         |                                             |
| 2010      | Superman / Shazam!: The Return of Black Adam | Jonah Hex (voz)                 | Curta-metragem                              |
| 2010      | DC Showcase Original Shorts Collection       | Jonah Hex (voz)                 |                                             |
| 2010      | DC Showcase: Jonah Hex                       | Jonah Hex (voz)                 | Curta-metragem                              |
| 2010      | Scott Pilgrim vs. the World                  | Vegan Police                    | Não creditado                               |
| 2009      | Dark Country                                 | Dick / Bloodyface               | Diretor e Protagonista                      |
| 2009-2011 | Hung                                         | Ray Drecker                     | Protagonista, 30 episódios                  |
| 2009      | Give 'em Hell Malone                         | Malone                          | Protagonista                                |
| 2008      | Killshot                                     | Wayne Colson                    |                                             |
| 2008      | Mutant Chronicles                            | Mitch Hunter                    | Protagonista                                |
| 2008      | The Butler's in Love                         | Sherman                         | Curta-metragem                              |
| 2007      | The Mist                                     | David Drayton                   | Protagonista                                |
| 2006      | Medium                                       | Clay Bicks                      | Temporada 3, Episódios 1 e 2                |
| 2006      | The Tripper                                  | Buzz                            |                                             |
| 2005      | Gun                                          | Colton White (voz)              | Jogo eletrônico                             |
| 2005      | The Punisher                                 | Frank Castle (voz)              | Jogo eletrônico                             |
| 2004      | The Punisher                                 | Frank Castle                    | Protagonista                                |
| 2003      | Stander                                      | Andre Stander                   | Protagonista                                |
| 2003      | Dreamcatcher                                 | Henry Devlin                    |                                             |
| 2002      | The Sweetest Thing                           | Peter Donahue                   |                                             |
| 2001      | Eden                                         | Dov                             |                                             |
| 2001      | Pecado Original                              | Billy / Walter Downs / Mephisto |                                             |
| 2001      | 61*                                          | Mickey Mantle                   | Protagonista                                |
| 2000      | Jonni Nitro                                  | Brack                           |                                             |
| 2000      | Sob Suspeita                                 | Detetive Felix Owens            |                                             |
| 1999      | Magnólia                                     | Jimmy Gator (jovem)             |                                             |
| 1999      | Junked                                       | Switch                          |                                             |
| 1999      | Deep Blue Sea                                | Carter Blake                    |                                             |
| 1999      | Molly                                        | Sam                             |                                             |
| 1998      | The Thin Red Line                            | Soldado Ash                     | Creditado como Tom Jane                     |
| 1998      | Zack e Reba                                  | Sparky Stokes                   |                                             |
| 1998      | A Velocidade de Gary                         | Gary                            |                                             |
| 1998      | Thursday                                     | Casey Wells                     | Protagonista                                |
| 1997      | Boogie Nights                                | Todd Parker                     |                                             |
| 1997      | A Outra Face                                 | Burke Hicks                     |                                             |
| 1997      | The Last Time I Committed Suicide            | Neal Cassady                    |                                             |
| 1997      | Hollywood Confidential                       | Lee                             | Telefilme                                   |
| 1996      | O Corvo - A Cidade dos Anjos                 | Nemo                            |                                             |
| 1995      | High Tide                                    | Barry                           | Temporada 2, Episódio 6                     |
| 1994      | At Ground Zero                               | Thomas Quinton Pennington       | Creditado como Tom Elliott                  |
| 1992      | Nemesis - O Exterminador de Andróides        | Billy                           | Creditado como Tom Janes                    |
| 1992      | Buffy the Vampire Slayer                     | Zeph                            | Creditado como Tom Janes                    |
| 1992      | I'll Love You Forever... Tonight             | The Hustler                     |                                             |
| 1991      | She-Wolf of London                           | Johnny                          | Episódio 18, creditado como Thomas Bridgett |
| 1987      | Padamati Sandhya Ragam                       | Tom                             | Creditado como Tom                          |

## Discografia
| Ano  | Pseudônimo   | Álbum           | Nota |
| ---- | ------------ | --------------- | --- |
| 2012 | Rusty Blades | Don't Come Home | Cantor, compositor e violonista (EP digital com 4 músicas) * Just Can't Win * Second Face * Building the Walls * New Valentine * Rebecca's Song (Faixa Bônus) |

## Prêmios e indicações
| Ano  | Trabalho          | Prêmio / Categoria                                                                               | Resultado |
| ---- | ----------------- | ------------------------------------------------------------------------------------------------ | --------- |
| 2012 | Hung              | Prêmios Globo de Ouro / Melhor Performance de um Ator em Série de televisão - Comédia ou Musical | Indicado  |
| 2011 | Hung              | Prêmios Globo de Ouro / Melhor Performance de um Ator em Série de televisão - Comédia ou Musical | Indicado  |
| 2011 | Hung              | Online Film & Television Association / Melhor Ator em Série de Comédia                           | Indicado  |
| 2010 | Hung              | Prêmios Globo de Ouro / Melhor Performance de um Ator em Série de televisão - Comédia ou Musical | Indicado  |
| 2010 | Hung              | Satellite Awards / Melhor Ator em Série, Comédia ou Musical                                      | Indicado  |
| 2001 | 61*               | Online Film & Television Association / Melhor Ator em Minissérie ou Filme                        | Indicado  |
| 1999 | The Thin Red Line | Satellite Awards / Melhor Elenco de Filme (com o elenco)                                         | Vencedor  |
| 1998 | Boogie Nights     | Florida Film Critics Circle / Melhor Elenco (com o elenco)                                       | Vencedor  |
| 1998 | Boogie Nights     | Prémios Screen Actors Guild / Performance de um Elenco (com o elenco)                            | Indicado  |